# Diocesi di Bargala

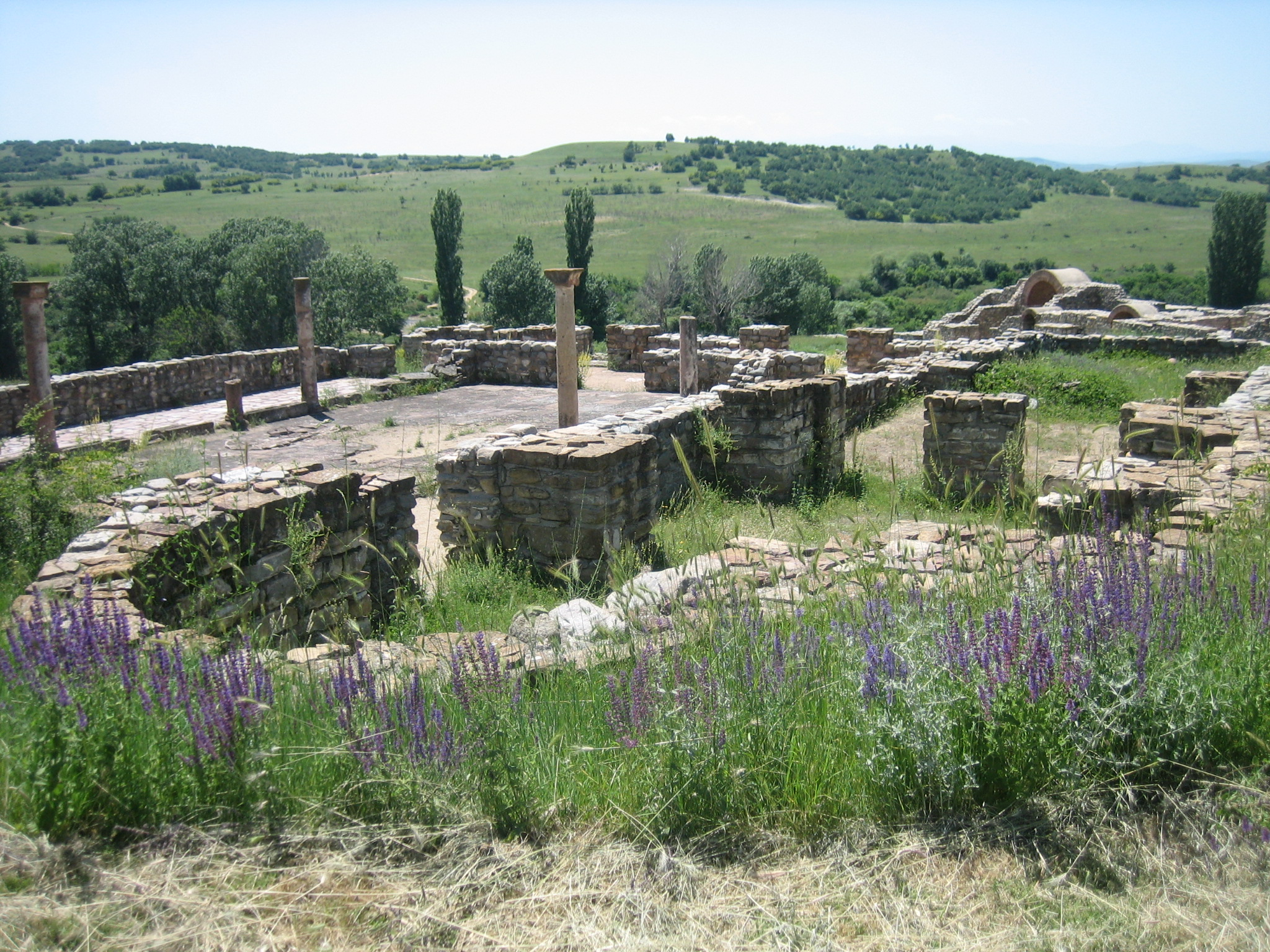
Rovine di Bargala

La diocesi di Bargala (in latino: Dioecesis Bargalensis) è una sede soppressa e sede titolare della Chiesa cattolica.

## Storia
Bargala, le cui rovine sono situate nel territorio del comune di Karbinci in Macedonia del Nord, è un'antica sede vescovile della provincia romana di Macedonia nella diocesi civile omonima, suffraganea dell'arcidiocesi di Tessalonica. La diocesi non è menzionata in nessuna antica Notitia Episcopatuum.
Due sono i vescovi noti di questa sede: Dardanio, che prese parte al concilio di Calcedonia del 451; e Ermia, il cui nome è inciso su un capitello dei resti della basilica di Bargala.
Dal 1925 Bargala è annoverata tra le sedi vescovili titolari della Chiesa cattolica; la sede è vacante dal 7 maggio 1959.

## Cronotassi dei vescovi greci
- Dardenio † (menzionato nel 451)
- Ermia † (seconda metà del V secolo)

## Cronotassi dei vescovi titolari
- Ivan Jožef Tomažič † (8 giugno 1928 - 27 giugno 1933 nominato vescovo di Lavant)
- Gorgonius Brandsma, M.H.M. † (11 luglio 1933 - 20 giugno 1935 deceduto)
- José Augusto da Rocha Noronha † (17 aprile 1936 - 7 luglio 1938 deceduto)
- Joseph-Jean-Yves Marcadé † (10 luglio 1938 - 7 maggio 1959 deceduto)